# Parque nacional de la Montaña Sagrada
El Parque nacional de la Montaña Sagrada es un parque nacional en la ciudad de Marawi, Lanao del Sur, en el sur de Filipinas. El territorio posee unas 94 hectáreas de áreas protegidas, ubicadas en Brgys. Recibió su actual estatus el 5 de agosto de 1965 por Ley de la República no. 4190. El parque está dominado por el monte Mupo, un volcán extinto de 270 metros de altura que posee un cono elevado. Las actividades en el parque incluyen la observación de aves y el senderismo a la cima de la montaña donde se encuentra un estanque.